# Torgny Söderberg
Sten Torgny Söderberg, född 26 november 1944 i Varberg, död där 5 augusti 2022, var en svensk musikproducent, kompositör och textförfattare.
Torgny Söderberg var styrelseledamot i SKAP. Han samarbetade med bland andra Lena Philipsson och skrev 13 Melodifestivalbidrag som "100%", "Kärleken är evig" och "Diggi loo diggi ley".
"Diggi-loo diggi-ley" sjöngs av bröderna Herrey och vann den svenska Melodifestivalen 1984 liksom Eurovision Song Contest 1984. År 1987 grundade Söderberg tillsammans med Lasse Holm musikförlaget CMM och skivbolaget Big Bag Records.
Han har också skrivit "Vart tar alla vackra drömmar vägen", sjungen av Titti Sjöblom till Svensktoppen, som i Danmark blev en stor hitlåt 1973 med Maria Stentz med översättningen "Hvor er alle drømmene du drømte". Han är även komponist till den älskade och välkända låten "Tänk att va' lektyrfotograf."
År 1985 dök två låtar av Torgny Söderberg, "All the Time You Were Right Here" och "What a Lousy Party", upp på den berömda sovjetiska sångaren Alla Pugatjovas album "Watch Out", släppt i Sverige och Sovjetunionen.
Tillsammans med Magnus Johansson skrev han melodin "I Love Europe", som sjöngs av Christer Sjögren och gick till final i Melodifestivalen 2008.
Han hade ett förflutet i Varbergsorkestern Bohemia, där han spelade trumpet och även gjorde det vid orkesterns återträffar. Han spelade även i Varberg Big Band.
År 2009 ledde Torgny Söderberg grammofonbolaget Musikverkstan. Han var samtidigt aktiv som kompositör.